# Банилівська сільська територіальна громада
Банилівська сільська громада — територіальна громада України у Вижницькому районі Чернівецької області. Адміністративний центр — село Банилів.
Площа громади — 79,5 км², населення — 7386 мешканців (2020).

## Населені пункти
У складі громади чотири села:
- Банилів
- Бережниця
- Бережонка
- Коритне